# Petit-Fayt
Petit-Fayt település Franciaországban, Nord megyében. Lakosainak száma 286 fő (2022. január 1.). Petit-Fayt Marbaix, Saint-Hilaire-sur-Helpe, Beaurepaire-sur-Sambre, Cartignies, Dompierre-sur-Helpe, Grand-Fayt és Prisches községekkel határos.

## Népesség
A település népességének változása:
| Lakosok száma | 294  | 301  | 307  | 309  | 311  | 310  | 302  | 294  | 286  |
|               | 2013 | 2015 | 2016 | 2017 | 2018 | 2019 | 2020 | 2021 | 2022 |